# گورگن آسکاریان
گورگن آشوتی آسکاریان (ارمنی: Գուրգեն Աշոտի Ասկարյան؛ زاده ۱۴ دسامبر ۱۹۲۸ – درگذشته ۲ آوریل ۱۹۹۷) فیزیک‌دان سرشناس ارمنی بود که بابت  کشف پدیده خودکانونی نور، پژوهش‌های پیشگامانه در زمینهٔ اثر متقابلِ ماده و نور، و همچنین کشف و تحقیق دربارهٔ فعل و انفعالِ (برهمکنشِ) میان ذرات پرانرژی با مادهٔ چگال، شناخته شده‌است.

## زندگی‌نامه
در ۱۴ دسامبر ۱۹۲۸ در مسکو به دنیا آمد. والدینش پزشک بودند. پدرش آشوت آسکاریان پزشک عمومی و مادر وی آستقیک آسکاریان، دندانپزشک بود. در سن ۱۸ سالگی وارد دانشکده فیزیک دانشگاه دولتی مسکو شد. در سال ۱۹۵۳ به مؤسسه فیزیک لبدوف منتقل شد و در سال ۱۹۵۷ با مدرک پی‌اچ‌دی فارغ‌التحصیل شد. آسکاریان با تألیف بیش از ۲۰۰ مقاله نقش بسزایی در زمینه فیزیک ذرات داشته‌است. وی به خاطر کشف مشهورش، خودکانونی نور، بالاترین جایزه علمی در آن زمان در اتحاد شوروی را دریافت نمود. وی همچنین برندهٔ جوایزی همچون جایزه لنین شده‌است. در سال ۱۹۹۲، کوتاه مدتی پس از دریافت دکترای علوم گورگن دچار مشکلات سلامتی شد. وی و خواهرش در ۲ آوریل ۱۹۹۷ در آپارتمان محل سکونتشان در مسکو درگذشتند.